# Râul Valea de sub Portița
Râul Valea de sub Portiță este un curs de apă, afluent al râului Valea Albă. 

## Hărți
- Munții Bucegi  Arhivat în 28 mai 2008, la Wayback Machine.